# ジャック・ロンドン (小惑星)
ジャック・ロンドン (2625 Jack London) は、小惑星帯に位置する小惑星。ロシアの天文学者ニコライ・チェルヌイフがクリミア天体物理天文台で発見した。
アメリカ合衆国の作家ジャック・ロンドンにちなんで命名された。